# Lee Han-sup
Lee Han-sup (* 30. April 1966) ist ein südkoreanischer Bogenschütze.
Lee gewann bei den Olympischen Spielen 1988 in Seoul die Goldmedaille mit der Mannschaft; im Einzelwettbewerb wurde er Zehnter.